# Viaje a la esperanza
Viaje a la esperanza (en alemán: Reise der Hoffnung  ; en turco: Umuda yolculuk) es una película de drama y aventuras de 1990 dirigida por Xavier Koller. Cuenta la historia de una familia turca alevií que intenta emigrar ilegalmente a Suiza, un país que conocen sólo por una postal. La película es una coproducción entre empresas de Suiza, Turquía y el Reino Unido.
La película ganó el Premio de la Premio Óscar a la Mejor Película en Lengua Extranjera. La película fue enviada a la Academia de Artes y Ciencias Cinematográficas (Los Ángeles, EE. UU.) por el gobierno suizo, lo que resultó en la segunda victoria de un Oscar en la historia de Suiza.

## Sinopsis
En un pueblo del este de Turquía, las historias del éxito económico de los turcos en Suiza inspiran a Haydar a convencer a su esposa Meryem de que deben irse. Vende su ganado y una pequeña parcela de tierra a cambio de pasaje para dos. Quiere dejar a sus siete hijos al cuidado del mayor y sus padres; su padre le aconseja llevar un hijo para que se eduque en Europa, como seguro económico. Los tres partieron hacia Estambul, Milán y Suiza, como polizones en un barco. En el lago de Como, pagan el resto de su dinero a hombres sin escrúpulos que los abandonan en un paso alpino antes de una ventisca. Padre e hijo se separan de Meryem. ¿Alguien llegará a la tierra prometida?

## Reparto
- Necmettin Çobanoglu como Haydar Sener
- Nur Surer como Meryem
- Emin Sivas como Mehmet Alí
- Yaman Okay como Turkmenistán
- Erdinc Akbas como Adama
- Mathias Gnädinger como Ramser
- Dietmar Schönherr como Massimo
- Andrea Zogg como Bautizo
- Erdal Merdan como Aldemir